# Yuji Doi
Yuji Doi (japanisch 土居 佑至 Doi Yuji; * 12. Mai 2007 in der Präfektur Mie) ist ein japanischer Fußballspieler.

## Karriere
Yuji Doi erlernte das Fußballspielen in der Jugend von Shimizu S-Pulse. Die erste Mannschaft spielt in der ersten Liga, der J1 League. Sein Erstligadebüt gab der Jugendspieler am 25. Mai 2025 (18. Spieltag) im Heimspiel gegen Vissel Kōbe. Bei dem 3:2-Heimsieg wurde er in der 86. Minute für Takashi Inui eingewechselt.